# Военновъздушни сили на Турция
Военновъздушните сили на Турция (на турски: Türk Hava Kuvvetleri) представляват военната авиация на въоръжените сили на Турция. Те са основани през юни 1911 г. по времето на Османската империя, но са организирани в настоящия си вид през 1923 г., при създаването на Република Турция.

## Системи на тревога
Военновъздушните сили на Турция имат четири системи на тревога:
- бяла
- жълта
- оранжева – има опасност от конфликт и пилотите трябва да са в готовност да отблъснат атака
- червена – има голяма вероятност от избухване на война

## История
Историята на Османската военна авиация датира между юни 1909 и юли 1911. През 1911 г. бившият командир на Армията за действие (на турски: Hareket Ordusu) Махмуд Шевкет Паша успява да изпрати някои турски военни офицери във френското авиационно училище на Блерио.През същата година беше обмисляно създаването на турски военновъздушни сили. По време на италиано-турската война през 1911 г. османците трябваше да признаят своето неизгодно положение заради липсата на военновъздушни сили. След това османците наели немски и френски инженери, които им помогнаха да създадат военновъздушни сили с около дузина самолета.Османските авиационни ескадри участваха в Балканските войни и Първата световна война (1914-1918).Големината на флота достигна връхната си точка през декември 1916 г., когато Османските авиационни ескадри имаха 90 активни бойни самолета. Някои от първоначалните помощи за Османските авиационни ескадри дойдоха от Кайзеровата германска Fliegertruppe (известна под това име преди октомври 1916 г.), като бъдещият германски летател с 13 победи Ханс-Йоахим Будеке летеше с турците в началото на Първата световна война като само един приме. Генералната инспекция на въздушните сили (Kuva-yı Havaiye Müfettiş-i Umumiliği). Към юли 1918 г. Авиационните ескадри бяха преорганизирани като Генерална инспекция на въздушните сили.
След примирието на Мудрос и окупацията на Османската империя от Съюзниците през 1919 година, някои турски авиатори се опитаха да създадат нови части в Истанбул, Измир, Кония, Елазъг и Диярбакър с оставащите самолети от Първата световна война и се опитаха да съберат летателен персонал. По време на Турската война за независимост, турските пилоти се присъединиха към Въздушна база Коня. С формирането на Големия национален съвет (GNA) от Мустафа Кемал и неговите колеги на 23 април 1920 година в Анкара и реорганизацията на армията, поделението на въздушните сили (Kuva-yı Havaiye Şubesi) беше установено под ръководството на Офиса на войната (Harbiye Dairesi) на GNA. Няколко повредени самолета, принадлежащи на GNA, бяха поправени и после използвани в бойните действия.
През юли 1922 г. той е реорганизиран като Инспекторат на военновъздушните сили в Кония.
- Военновъздушна База Йешилкьой 1911 г.
- Мехмет Феса Евренсев (турски пилот) 1911 г.
- Османски пилоти 1912 г.
- Османски пилоти с Харлан Айндекър по време на Балканските войни 1912–1913 г.
- Полет Истанбул–Кайро от 1914 г., отляво надясно: Садик бей, Исмаил Хакъ бей, Фетхи бей и Нури бей
- Ахмет Али Челиктен, афротурчин, първият черен летец в историята.
- Османски пилоти пред моноплан Блерио XI-2 през 1915 г., с Ахмет Али Челиктен до перката, по време на Първата световна война
- Halberstadt D.III от османската 15-та изтребителна ескадрила през 1915 г., Операция в Галиполи, Първата световна война
- Вечил Хюркюш, първият турски граждански авиатор, проектирал и произвел първия турски самолет, Vecihi K-VI, през 1924 г.

### Командване на ВВС
Към 1940 година турските авиационни бригади имаха повече от 500 бойни самолета в инвентара си, като се превърнаха в най-голямата военновъздушна сила в Балканите и Близкия изток. Нарастващият инвентар на авиационните бригади изискваше още една структурна промяна, която беше направена през 1940 година. Въздушното заместничество за логистически въпроси и Генералният щаб за образователни въпроси бяха обединени, за да съставят командването на Военновъздушните сили (Hava Kuvvetleri Komutanligi). Така Военновъздушните сили станаха самостоятелен род в турските въоръжени сили. Първият командир на турските Военновъздушни сили беше генерал Зеки Доган.
Турция не влиза във Втората световна война на страната на Алианса, преди февруари 1945 г. Въпреки това, Турските въоръжени сили бяха в пълна готовност за война след сключването на военен съюз между съседна България и Страните от Оста, което бе формализирано през март 1941 г., и окупацията на съседната Гърция от Страните от Оста през април 1941 г. За една година границите на Турция бяха заобиколени от германски сили на северозапад и запад, и италиански сили на югозапад. Турското въздушно сила правеше ежедневни извозвания над България, Гърция, Гръцките острови в Егейско море и Додеканеските острови, които по това време принадлежаха на Италия, за да следи позициите на Съюзническите сили. Големите градове на западна Турция бяха затъмнявани през нощта, а крайбрежните райони бяха защитавани срещу възможни вражески самолети с помощта на противовъздушни оръдия и прожектори.

### ВВС на Турция и НАТО
Турските ВВС предоставят персонал и самолети на командните центрове и авиобазите на НАТО и активно участват в ученията на съюза в Европа и Северна Америка.
На 11 август 2004 г. бе създаден щабът на Съюза на въздушните сили на НАТО за Южна Европа (предишно наричан AIRSOUTH и първоначално разположен в Неапол, Италия) в Измир, Турция. Алиансовата въздушна команда Измир бе деактивирана на 1 юни 2013 г., когато Алиансовата въздушна команда (AIRCOM) на авиобазата Рамщайн в Германия стана единствената командваща въздушна част на НАТО.
Турция е една от петте членки на НАТО, които участват в политиката на споделяне на ядрени оръжия на съюза, заедно с Белгия, Германия, Италия и Холандия. Общо 90 ядрени бомби B61 се разполагат в авиобаза Инджирлик, от които 40 са отредени за използване от Турските ВВС в случай на ядрен конфликт, но тяхното използване изисква одобрението на НАТО.

## Оборудване
Турция е една от само петте страни в света, които произвеждат местно изтребителя F-16 Fighting Falcon.
През 1984 г. беше основана Турската Аерокосмическа Индустрия (TAI) и Турция започна да произвежда местно изработени изтребители под лиценз, включително общо 232 самолета F-16 Fighting Falcon (Block 30/40/50) за Турските ВВС. Военновъздушните сили бяха предварително получили 8 F-16, закупени директно от САЩ, като общият брой на получените от военновъздушните сили F-16 достига 245. През 2007 г. TAI построи 30 самолета F-16 Block 50+ за военновъздушните сили и приложи програмата за модернизация CCIP към 117 от използваните им блокове 40 и 50 F-16, като ги превърна в конфигурация Block 50+.
Десетки от изработените от TAI F-16 също бяха изнасяни в други държави, особено в Близкия изток. Общо 46 F-16, произведени от TAI, бяха изнесени за Египетските ВВС по програмата Peace Vector IV (1993–1995), като така те станаха вторият по големина клиент на TAI за F-16 след Турските ВВС.
Турция в момента разработва национален изтребител от пето поколение наречен TAI TFX. Той е невидим за радари, с два двигателя, можете да лети при всякакви метеорологични условия и има висока възможност за завоюване на въздушно превъзходство. Изготвя се от Turkish Aerospace Industries (TAI) и BAE Systems като субизпълнител. Самолетът е планиран да замени F-16 на Турските ВВС и да бъде изнасян в чужбина. Беше обявено официално, че прототипът на TF-X ще бъде представен на 18 март 2023 г. и ще извърши първия си полет до края на 2023 година.

### Самолет за ранно предупреждение и контрол във въздуха (AEW&C).
Общо четири самолета Boeing 737 AEW&C Peace Eagle (на турски: Barış Kartalı) бяха поръчани от Турската въздушна армия, с опция за още два самолета. Турската Аерокосмическа Индустрия (TAI) е основният подизпълнител за производство на частите на Пийс Ийгъл, модификацията на самолетите, сглобяването и тестовете. Друг подизпълнител, HAVELSAN, е отговорен за анализа на системата и поддръжката на софтуера.
Подписаният на 23 юли 2003 г. договор с Boeing струваше 1,385 милиарда щатски долара, който по-късно беше намален с 59 милиона щатски долара, защото някои от изискванията не бяха изпълнени. Първоначалната вноска към Боинг достигна 637 милиона щатски долара. Проектът включва доставката на въздушни корпуси на 737-700, наземни радари и контролни системи, сегменти на наземната контролна станция за обучение на екипажа, поддръжка на мисията и поддръжка на обслужването.

### Самолет за зареждане с гориво във въздуха
През 1994 г. Турските ВВС подписва договор за наем на два и закупуване на седем самолета за въздушно зареждане Боинг KC-135R Stratotanker. След пристигането на всичките седем закупени самолета, двата наети KC-135R се връщат в САЩ.
Всички седем самолета KC-135R Stratotanker на Турските ВВС получават ъпгрейд Pacer CRAG (Compass, Radar And GPS).
Самолетите KC-135R-CRAG Stratotanker за въздушно зареждане на Турската военновъздушна сила се управляват от 101-ви ескадрон, разположен в базата Инджърлик.
Въпреки че Airbus A400M Atlas е в основата си тежък тактически транспортен самолет, той може да бъде превърнат в самолет за въздушно зареждане на кратко време.

### Военнотранспортни самолети
Турция е партньорска държава в програмата за производство на Airbus A400M Atlas.
Турските ВВС са поръчали общо десет самолета A400M Atlas. Първите два A400M Atlas бяха доставени на турските ВВС през 2014 година. Всички доставки на A400M Atlas на турските ВВС бяха завършени до 2018 година.
Турската Аерокосмическа Индустрия (TAI) произвежда няколко компонента на A400M Atlas, включително средно-предния фюзелаж, вратите за аварийно освобождаване, горните панели на задния фюзелаж, горните задни изходни врати, алероните и спойлерите, които се изпращат в завода на Airbus Military в Испания за сглобяване.
Турските ВВС също използват военни транспортни самолети C-130 Херкулес, C-160 Трансал и CASA CN-235.
Транспортните хеликоптери, използвани от турските въоръжени сили, включват Boeing CH-47 Chinook, Sikorsky S-70 Black Hawk и Eurocopter AS532 Cougar.

### Безпилотни летателни апарати (БЛА)
В момента Турските въздушни сили използват безпилотни летателни апарати за бойни действия на високи височини като Байрактар Акънджъ и на средни височини с дълготрайност като ТАИ Aксунгур, ТАИ Aнка, Байрактар TB2 и ИАИ Херон. Реактивният безпилотен боен летателен апарат се разработва в момента за Турските въздушни сили и Турските военноморски сили; успешен бе първият му полет на 14 декември 2022 г. Тъй като Турция не успя да закупи въоръжената версия на безпилотния боен летателен апарат Predator от Съединените щати, те са оборудвали тези дронове с муниции от серията MAM, докато Байрактар Акънджъ може да бъде въоръжен с кръстосан ракетен комплекс SOM. Турските въоръжени сили в момента се нареждат сред водещите страни, които ефективно използват безпилотни бойни апарати в бойни условия.